# Urząd Energii Atomowej
Urząd Energii Atomowej – centralny organ administracji państwowej istniejący w latach 1973–1976, ustanowiony w sprawach wykorzystywania energii atomowej.

## Powołanie urzędu
Na podstawie ustawy z 1973 r. o utworzeniu Urzędu Energii Atomowe ustanowiono nowy urząd. Urząd podlegał Prezesowi Rady Ministrów.

## Zakres działania urzędu
Do zakresu działania urzędu należały sprawy pokojowego wykorzystywania energii atomowej w gospodarce narodowej, a w szczególności:
- opracowywanie kierunków wykorzystywania energii atomowej w gospodarce narodowej oraz koordynowanie działalności jednostek gospodarki uspołecznionej w zakresie stosowania energii atomowej,
- nadzór nad podległymi placówkami naukowo-badawczymi, produkcyjnymi i usługowymi,
- koordynowanie oraz organizowanie w porozumieniu z Ministerstwem Nauki, Szkolnictwa Wyższego i Techniki oraz Polską Akademią Nauk działalności badawczej w dziedzinie wykorzystywania energii atomowej,
- organizowanie produkcji substancji promieniotwórczych, aparatury i urządzeń dla techniki atomowej oraz dla celów ochrony przed promieniowaniem jonizującym,
- zagadnienia ochrony przed promieniowaniem jonizującym,
- zagadnienia współpracy gospodarczej i naukowo-technicznej z zagranicą w dziedzinie pokojowego wykorzystywania energii atomowej,
- regulowanie w porozumieniu z zainteresowanymi ministrami (kierownikami urzędów centralnych) spraw związanych z wykorzystywaniem energii atomowej oraz ochroną przed promieniowaniem jonizującym.

## Kierowanie urzędem
Na czele urzędu stał Prezes. Prezesa i wiceprezesów urzędu powoływał i odwoływał Prezes Rady Ministrów.

## Zniesienie urzędu
Na podstawie ustawy z 1976 r. o utworzeniu urzędu Ministra Energetyki i Energii Atomowej zniesiono Urząd Energii Atomowej.